# Bettles (Alaska)
Bettles es una ciudad situada en el área censal de Yukón–Koyukuk en el estado estadounidense de Alaska. Según el censo de 2010 tenía una población de 12 habitantes.

## Clima
Bettles tiene un clima subártico ( Köppen Dfc ) con inviernos largos y  fríos y veranos cálidos y cortos.
| Parámetros climáticos promedio de Bettles | Parámetros climáticos promedio de Bettles | Parámetros climáticos promedio de Bettles | Parámetros climáticos promedio de Bettles | Parámetros climáticos promedio de Bettles | Parámetros climáticos promedio de Bettles | Parámetros climáticos promedio de Bettles | Parámetros climáticos promedio de Bettles | Parámetros climáticos promedio de Bettles | Parámetros climáticos promedio de Bettles | Parámetros climáticos promedio de Bettles | Parámetros climáticos promedio de Bettles | Parámetros climáticos promedio de Bettles | Parámetros climáticos promedio de Bettles |
| Mes                                       | Ene.                                      | Feb.                                      | Mar.                                      | Abr.                                      | May.                                      | Jun.                                      | Jul.                                      | Ago.                                      | Sep.                                      | Oct.                                      | Nov.                                      | Dic.                                      | Anual                                     |
| ----------------------------------------- | ----------------------------------------- | ----------------------------------------- | ----------------------------------------- | ----------------------------------------- | ----------------------------------------- | ----------------------------------------- | ----------------------------------------- | ----------------------------------------- | ----------------------------------------- | ----------------------------------------- | ----------------------------------------- | ----------------------------------------- | ----------------------------------------- |
| Temp. máx. media (°C)                     | -20.5                                     | -17.6                                     | -9.8                                      | -0.3                                      | 11.6                                      | 19.7                                      | 20.9                                      | 17.1                                      | 9.4                                       | -3.9                                      | -14.9                                     | -18.8                                     | -0.6                                      |
| Temp. media (°C)                          | -24.8                                     | -22.8                                     | -16.2                                     | -6.3                                      | 6.2                                       | 14.0                                      | 15.2                                      | 11.8                                      | 4.9                                       | -7.5                                      | -18.8                                     | -22.9                                     | -5.6                                      |
| Temp. mín. media (°C)                     | -29.1                                     | -27.9                                     | -22.6                                     | -12.4                                     | 0.8                                       | 8.3                                       | 9.6                                       | 6.6                                       | 0.2                                       | -11.1                                     | -22.7                                     | -27.1                                     | -10.6                                     |
| Precipitación total (mm)                  | 17.5                                      | 16.3                                      | 17.3                                      | 16.3                                      | 15.5                                      | 36.6                                      | 49.3                                      | 60.5                                      | 43.7                                      | 30.5                                      | 22.9                                      | 22.9                                      | 349.3                                     |
| Fuente: Hong Kong Observatory             |                                           |                                           |                                           |                                           |                                           |                                           |                                           |                                           |                                           |                                           |                                           |                                           |                                           |

## Demografía
Según el censo de 2010, Bettles tenía una población en la que el 75,0% eran blancos, 8,3% afroamericanos, 0,0% amerindios, 0,0% asiáticos, 0,0% isleños del Pacífico, el 0,0% de otras razas, y el 16,7% pertenecían a dos o más razas. Del total de la población el 0,0% eran hispanos o latinos de cualquier raza.

## Localidades adyacentes
El siguiente diagrama muestra a las localidades más próximas a Bettles.